# Max von Schenckendorff
Max von Schenckendorff, född 24 februari 1875 i Prenzlau, död 6 juli 1943 i Krummhübel, var en tysk general. Från 1941 till sin död 1943 var von Schenckendorff befälhavare för Armégrupp Mittes bakre linjer.

## Biografi
Under Operation Barbarossa vinnlade sig Wehrmacht särskilt om att säkra arméns bakre områden. Krigsmakten samarbetade nära med Sicherheitsdienst (SD) och Geheime Feldpolizei (GFP) för att undanröja säkerhetshot. von Schenckendorff anordnade en fältkonferens i Mogiljev i september 1941, vid vilken han lade fram kravet på fullkomlig utplåning av motståndet mot den tyska ockupationen. Det var av största vikt att döda sovjetiska politiska kommissarier, så kallade politruker, så fort de greps samt att inhämta underrättelser från lokala kollaboratörer. Därutöver yttrade von Schenckendorff, att judarna omedelbart måste utrotas.
Vid konferensen närvarade bland andra befälhavaren för Einsatzgruppe B Arthur Nebe, Högre SS- och polischefen Erich von dem Bach-Zelewski, befälhavaren för Polizei-Regiment Mitte Max Montua, befälhavaren för SS-Kavallerie-Brigade Hermann Fegelein och befälhavaren för SS-Kavallerie-Regiment 1 Gustav Lombard. Konferensen kom att leda till en dramatisk intensifiering av massmordet på judar och andra civilpersoner i de av Tyskland ockuperade sovjetiska områdena.
Max von Schenckendorff avled av en hjärtattack i Krummhübel den 6 juli 1943.